# Mršavljenje
Mršavljenje je smanjenje tjelesne mase zbog gubitka tjelesnih tekućina, tjelesnih masnoća ili mišićnog tkiva te mineralnih zaliha u kostima odnosno vezivnim tkivima. Do gubitka tjelesne težine može doći nenamjerno kao posljedica bolesti ili niza poremećaja ili može nastati iz svjesnog napora za rješavanje stanja pretilosti ili gojaznosti. 

## Nenamjerno mršavljenje
Uzrok nenamjernog gubitka tjelesne mase je stanje gladi zbog nedostatnog unosa hranjivih tvari kroz duže vrijeme. 
- Karcinom je čest uzrok gubitka tjelesne težine, koja može biti fatalna za pacijenta jer se mnoge zdravstvene komplikacije vežu na nemogućnost oslabljenog organizma da se bori za dalji opstanak.[nedostaje izvor]
- AIDS
- Gastrointestinalne bolesti i poremećaji su glavni uzročnik nakon karcinoma nenamjernom gubitku tjelesne težine. Ovdje se mogu uvrstiti celijakija, chronova bolest, ulcerozni kolitis, pankeratitis, peptični ulkus i gastritis.
- Bubrežne bolesti
- Plućne bolesti
- Utjecaj stresa na dulje razdoblje (burnout)
- Pojačana aktivnost štitne žlijezde

Do nenamjernog gubitka tjelesne težine može doći kod niza bolesti i stanja, koje uključuju bolesti kao što karcinom, AIDS i dijabetes. Osobe koje boluju od dijabetesa tip 1 (inzulin-ovisni diabetes melitus) imaju sklonost stvaranju previsokih količina glukoze te nedovoljnih količina inzulina u krvotoku. Ovo stanje uzrokuje niz biokemijskih reakcija, kojima se otpuštaju trigliceridi iz adipoznog tkiva te započinju kataboličke reakcije (reakcije razlaganja) aminokiselina u tkivima mišića. Konačni rezultat je gubitak i masnog tkiva i mišićnog tkiva koji vodi u značajno smanjenje ukupne tjelesne mase. Ovo je razlog zašto osobe koje boluju od dijabetesa tipa 1, a ne liječe se pravilno te ne mijenjaju svoje životne navike (odmor, akitvnost i prehrana) značajno gube na tjelesnoj težini. Hormonska neravnoteža, preaktivne štitne žlijezde (hipertiroizam) također značajno pridonosi smanjenju tjelesne težine. Zbog značajnog pada tjelesne težine u nekoliko mjeseci preporučljivo je posjetiti liječnika te se savjetovati s  nutricionistom radi promjena prehrambenih navika.

## Namjerno mršavljenje
Svjesnom promjenom navika osoba smanjuje udio tjelesnih masnoća u tijelu zbog postizanja zadanih ciljeva (poboljšanje fizičke kondicije, zdravlja i izgleda). Gubitak tjelesne težine u osoba koje su pretile ili gojazne može preventivno djelovati na niz bolesti i poremećaja kao što su dijabetes tip 2, srčani udar, visoki krvni tlak, osteoartritis te određene vrste karcinoma (osobito probavnog sustava).
Do gubitka tjelesne težine dolazi kada se osoba nalazi u stanju „negativne potrošnje energije“ što znači da osoba troši više energije nego što je hranom unosi u organizam. Tada tijelo troši vlastite zalihe (masno tkivo i mišići) kako bi nadomjestilo energiju potrebnu za održavanje svih tjelesnih funkcija i kretanja.

## Mehanizam uspješnog gubitka težine
Postoji mnogo različitih pristupa rješavanju ove problematike, kroz jelovnike, planove prehrane te savjete sa stručnom i educiranom osobom (nutricionistom). Osnova režima prehrane temelji se na preporučenom dnevnom energetskom unosu prilagođenom zdravstvenom stanju, spolu, dobi te fizičkom opterećenju osobe koja želi gubiti na tjelesnoj težini. Najuspješnije metode su one koje uključuju dovoljan energetski unos na dnevnoj bazi (zadovoljavaju sitost osobe, što je izrazito važno zbog održavanja prehrane kroz dulji vremenski period) te prikladnu fizičku aktivnost. Kombinacija ova dva pristupa je ključ uspjeha svakog mršavljanja. Važno je naglasiti da osoba koja želi uspješno smanjiti svoju tjelesnu težinu ne smije prijeći prag gladovanja jer u tom slučaju dolazi do značajnog usporavanja metabolizma te kontraproduktivnih efekata i narušavanja zdravstvenog stanja. Cilj svakog uspješnog režima prehrane za gubitak tjelesne mase jest održavanje što duljih perioda sitosti, pametnim izborom namirnica te što pravilnijim ulaskom glukoze u krvotok i njenom dugom održavanjem na optimalnim koncentracijama. Nagli gubici težine kod određenih režima prehrane uglavnom se odnose na gubitak vode iz organizma, do čega dolazi zbog povećane potrošnje glikogena, koji na sebe veže otprilike tri puta veću količinu vode. Što znači da kada osoba izgubi par kilograma u kratkom vremenu te se ponovno vrati starom načinu prehrane tijelo vraća izgubljeno, a nerijetko i dodatno povećava zalihe masnoća.

## GDA smjernice
Okvirne smjernice za energetski unos na dnevnoj bazi GDA (Guideline Daily Amount)  koji se odnosi na zdrave osobe iznosi 2000 kcal. GDA nam pokazuje koliko kalorija i hranjivih tvari (bjelančevine, ugljikohidrati, šećeri, masti, zasićene masne kiseline, vlakna i sol) sadrži određena količina hrane (obrok) u odnosu na referentni dnevni unos od 2000 kcal te se uglavnom izražava u obliku postotka.

## Balansirana prehrana
Svaka prehrana pa tako i ona za gubitak tjelesne težine mora biti balansirana, što znači da udjeli pojedinih makronutrijenata trebaju zadovoljavati prosječne dnevne potrebe organizma. Potpuno izbjegavanje pojedinih makronutrijenata kao što su to uglavnom ugljikohidrati i masnoće ili baziranje prehrane samo na jednom makronutrijentu kao što su bjelančevine svakako nije pravi put te može negativno djelovati po zdravlje osobe. Potrebno je poznavati potrebe organizma kako bismo izabrali pravi način za postizanje ciljeva te u prehranu uvrstiti optimalne količine svih makronutrijenata i njihove najbolje izvore. Nakon potizanja ciljane težine potrebno je povisiti energetski unos koji će odgovarati održavanju dotične tjelesne težine. Važno je napomenuti da se svaki od 3 osnovna makronutrijenta (ugljikohidrati, masnoće i bjelančevine); ako su unešeni u organizam u suvišku skladište se u obliku masnoća za buduće potrebe organizma.Za dugoročne dobre rezultate potrebno je polako promijeniti način života i prilagoditi ga potrebama vlastitog organizma, jer na žalost ne postoje čudesne tablete koje mogu umjesto vas riješti problem suvišnih kilograma.